# Cinclosoma punctatum
Il tordo quaglia mascherato o tordo quaglia maculato (Cinclosoma punctatum (Shaw, 1795)) è un uccello passeriforme della famiglia degli Psophodidae.

## Descrizione

### Dimensioni
Misura 24-30 cm di lunghezza, per 107-119 g di peso.

### Aspetto

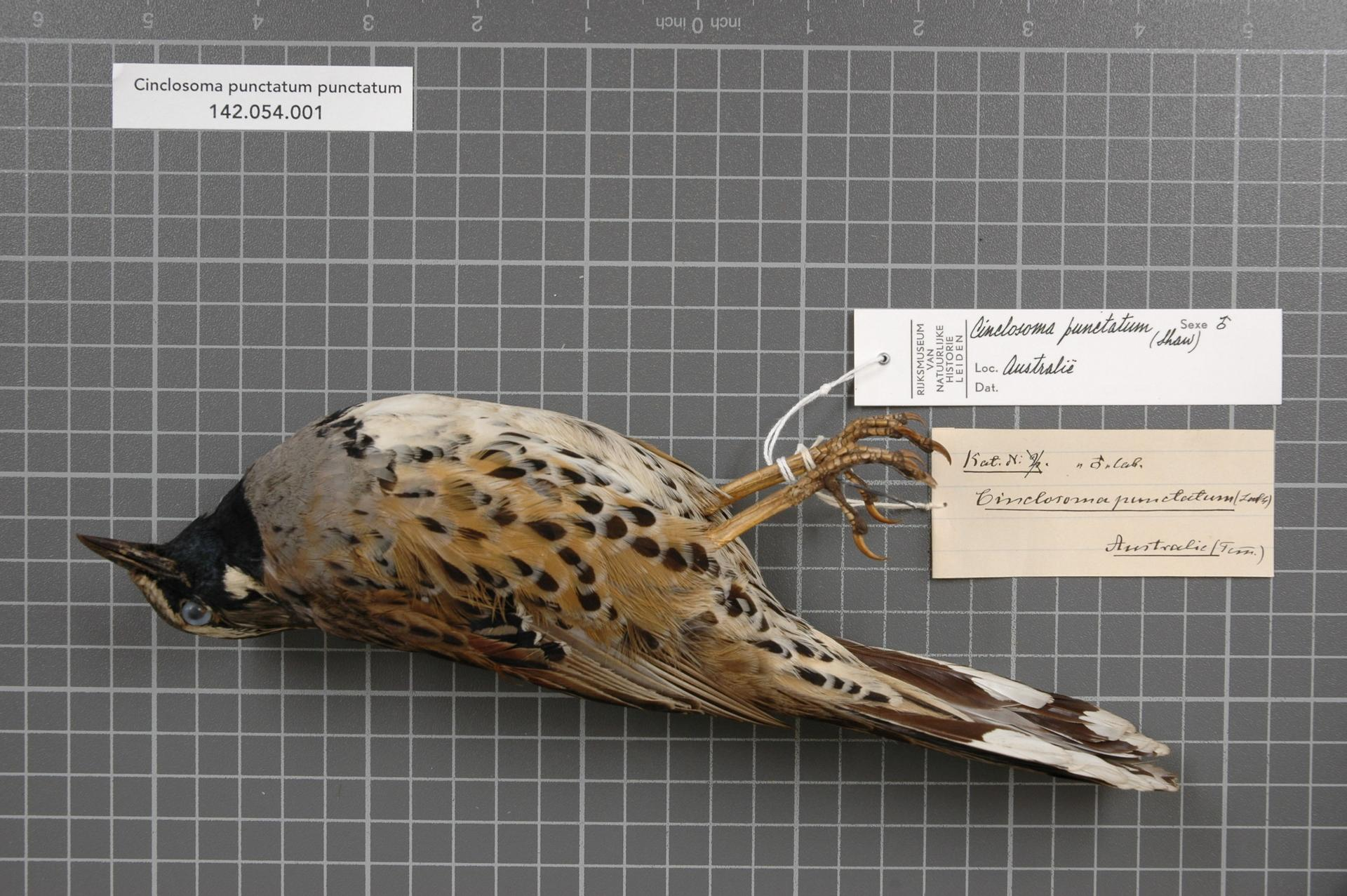
Maschio impagliato.

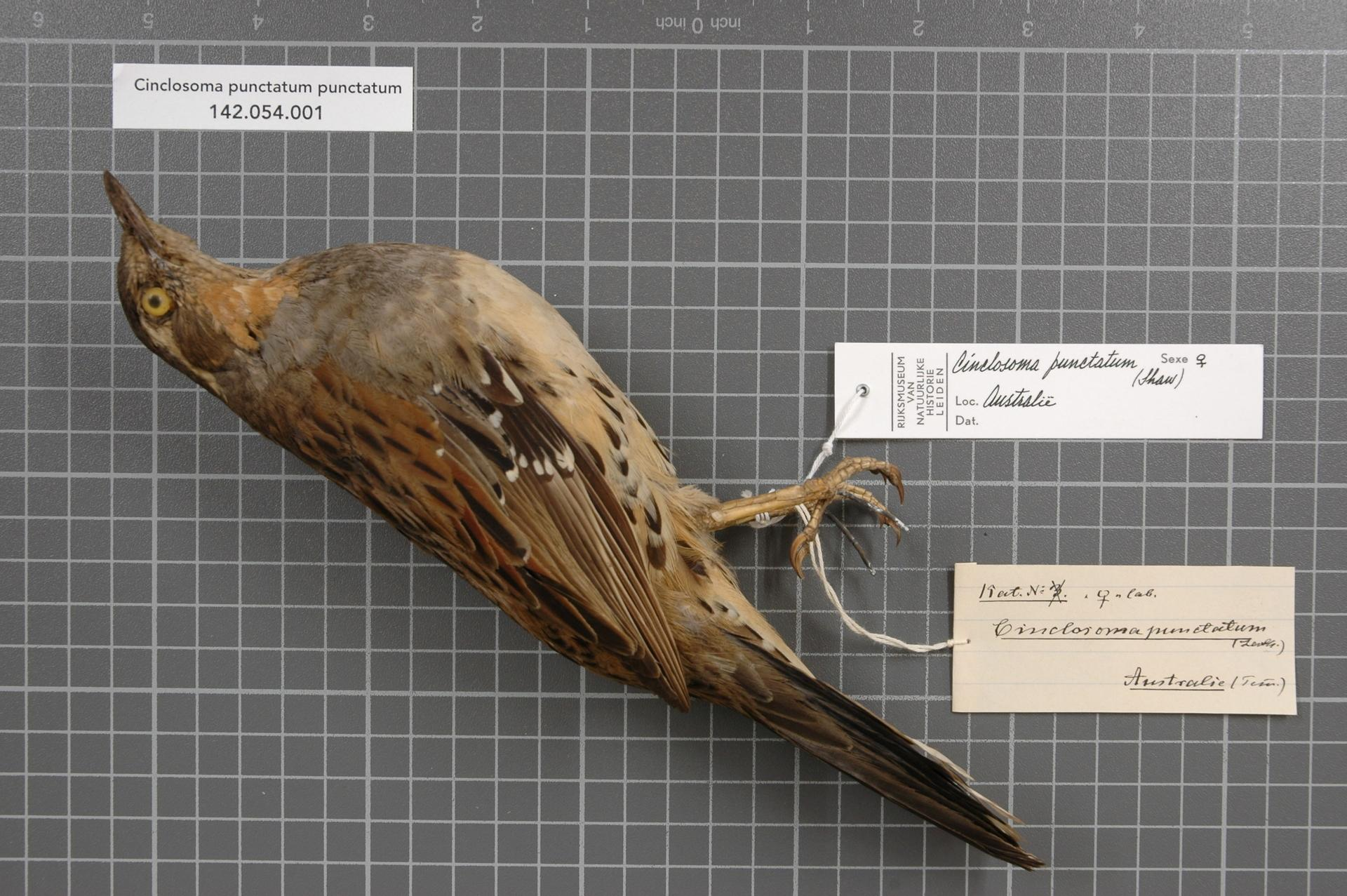
Femmina impagliata.

Si tratta di uccelli dall'aspetto massiccio e paffuto, muniti di testa allungata con becco conico e appuntito, corpo arrotondato con petto prominente e ali arrotondate, coda squadrata e di media lunghezza e zampe forti e allungate.
Il piumaggio presenta dimorfismo sessuale netto. Nei maschi fronte, vertice, nuca, dorso, ali, e coda sono di colore bruno, più scuro su queste ultime due parti (con le copritrici e le remiganti che presentano penne con una macchia bianca nella parte distale), mentre i fianchi sono di color sabbia e l'area scapolare è nera: le guance ed il sopracciglio (che si prolunga fino ai lati del collo) sono di colore bianco-crema, mentre il resto della faccia, la gola e la parte superiore del petto sono di colore nero. Il resto del petto è di colore grigio cenere, mentre il ventre ed il sottocoda sono bianchi.

Le femmine mancano completamente del nero facciale, sostituito dal beige: anche le guance non sono del tutto bianche ma di un pallido color sabbia, mentre permane il sopracciglio bianco ed il petto grigio.

In ambedue i sessi tutta l'area dorsale ed anche i fianchi e l'area di confine fra il grigio pettorale ed il bianco ventrale è caratterizzata dalla presenza su ciascuna penna di un orlo più chiaro ed una parte centrale più scura (che specialmente sui fianchi tende addirittura al nerastro), a dare alla livrea l'aspetto maculato che frutta alla specie il nome scientifico ed uno dei nomi comuni.
Il becco è di color caramello-nerastro, le zampe sono di color carnicino-bruno e gli occhi, piuttosto grandi, sono di color bruno ambrato.

## Biologia

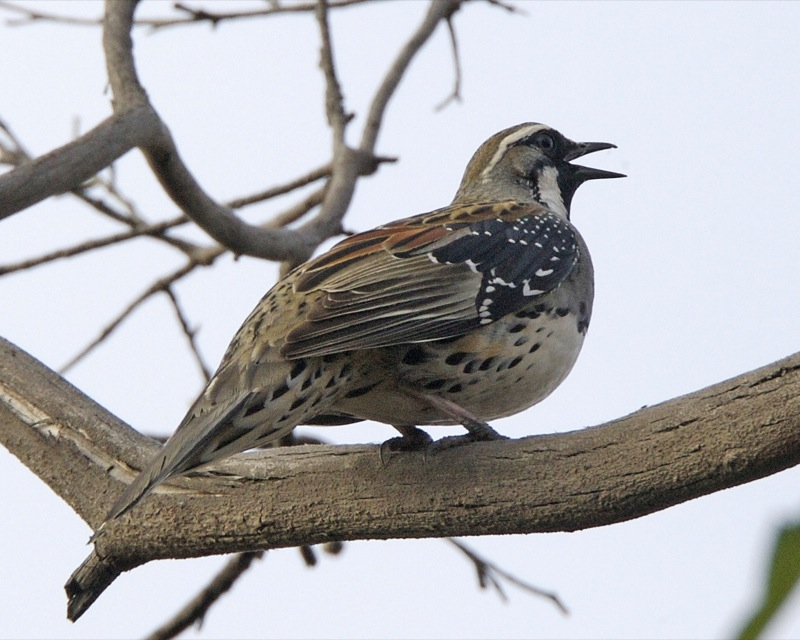
Maschio canta nel Victoria.

Si tratta di uccelli dalle abitudini di vita essenzialmente diurne, che passano la maggior parte della giornata al suolo sondando il terreno o rovistando fra i detriti alla ricerca di prede: seppur in grado di volare, raramente essi si alzano in volo.
Il richiamo di questi uccelli è piuttosto potente e costituito dalla ripetizione di una serie di note fischianti uguali fra loro.

### Alimentazione
La dieta del tordo quaglia mascherato è in massima parte insettivora, componendosi di insetti ed altri artropodi rinvenuti perlopiù al suolo o fra i cespugli bassi, nonché di altri piccoli invertebrati e, più sporadicamente, di frutta e granaglie.

### Riproduzione
La stagione degli amori va da luglio a febbraio: si tratta di uccelli monogami, che portano generalmente avanti una singola covata l'anno, più raramente due.
Il nido viene costruito dalla sola femmina fra i cespugli o i rami bassi degli alberi: esso consiste in una struttura a coppa formata esternamente da rametti intrecciati, mentre l'interno è foderato con fibre vegetali. Al suo interno la femmina depone 2-4 uova, che cova da sola (col maschio che le fornisce il cibo e rimane di guardia nei pressi del nido) per circa venti giorni, al termine dei quali schiudono pulli ciechi ed implumi.

I nidiacei vengono accuditi ed imbeccati da ambedue i genitori: essi divengono pronti per l'involo attorno alla ventina di giorni di vita, pur rimanendo presso i genitori ancora per almeno altrettanti giorni prima di allontanarsi in maniera definitiva.

## Distribuzione e habitat

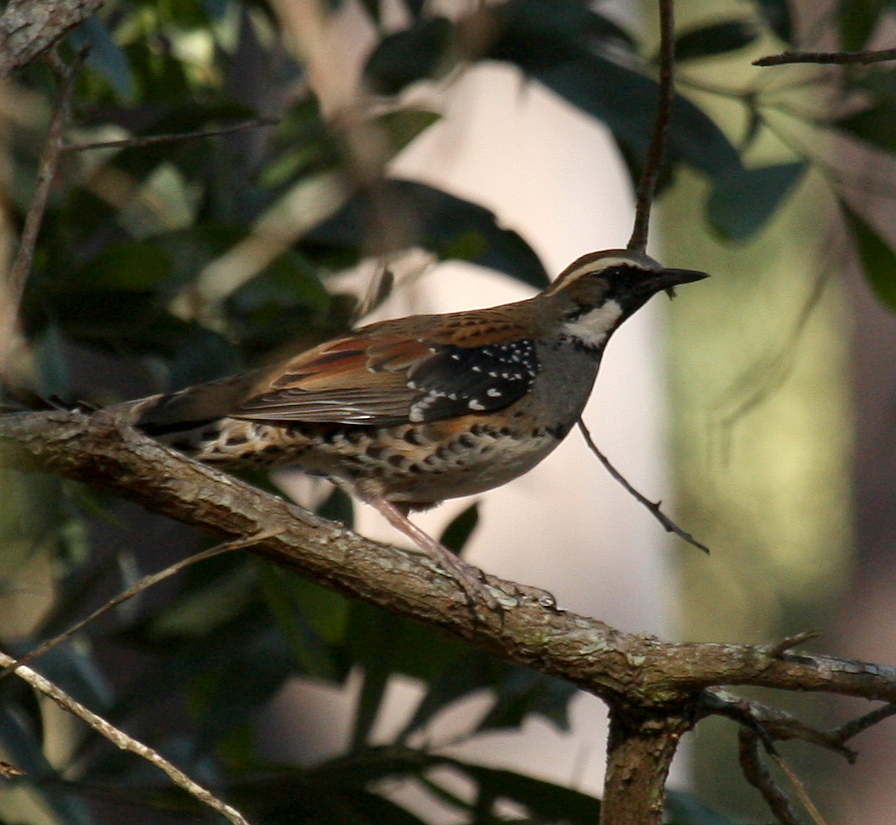
Esemplare nel Queensland.

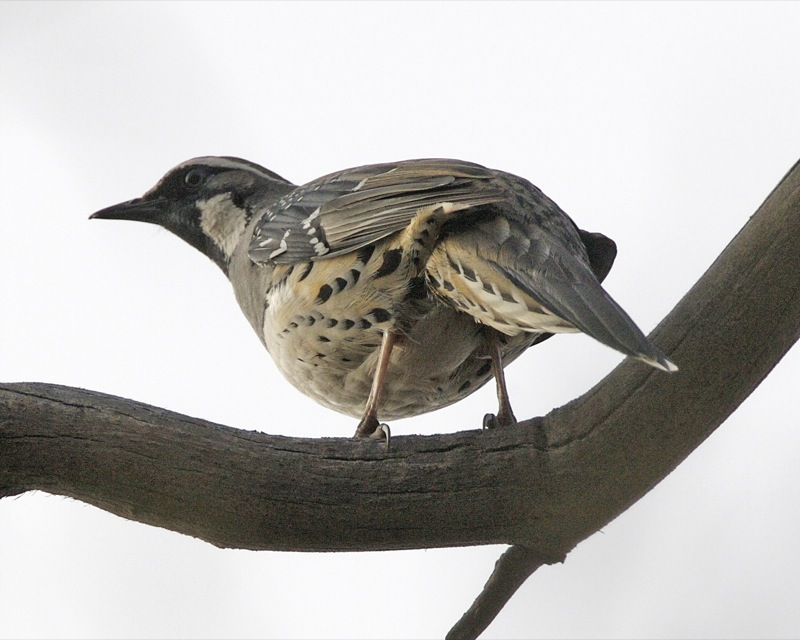
Esemplare nel Victoria.

Il tordo quaglia mascherato è endemico dell'Australia, della quale popola la fascia costiera orientale e sud-orientale, dall'area di Rockhampton (nel Queensland sud-orientale) all'estremo sud-est dell'Australia Meridionale, con una piccola popolazione (probabilmente estinta) anche nell'area di Adelaide: la specie è inoltre presente in Tasmania centrale e orientale, mentre i presunti avvistamenti nel nord'est del Queensland sono ancora da verificare.
Si tratta di uccelli stanziali: praticamente tutti gli individui inanellati non sono mai stati osservati a più di 10 km dal luogo dell'inanellamento.
L'habitat di questi uccelli è costituito dalla foresta secca a sclerofillo con presenza di radure ed aree aperte, con predilezione per le aree rocciose collinari.

## Tassonomia
Se ne riconoscono tre sottospecie:
Genere Cinclosoma
- Cinclosoma punctatum punctatum (Shaw, 1795) - la sottospecie nominale, diffusa in gran parte dell'areale occupato dalla specie;
- Cinclosoma punctatum dovei Mathews, 1912 - endemica della Tasmania;
- Cinclosoma punctatum anachoreta Schodde & Mason, 1991 † - endemica dei monti Lofty;